# Мещерська низовина

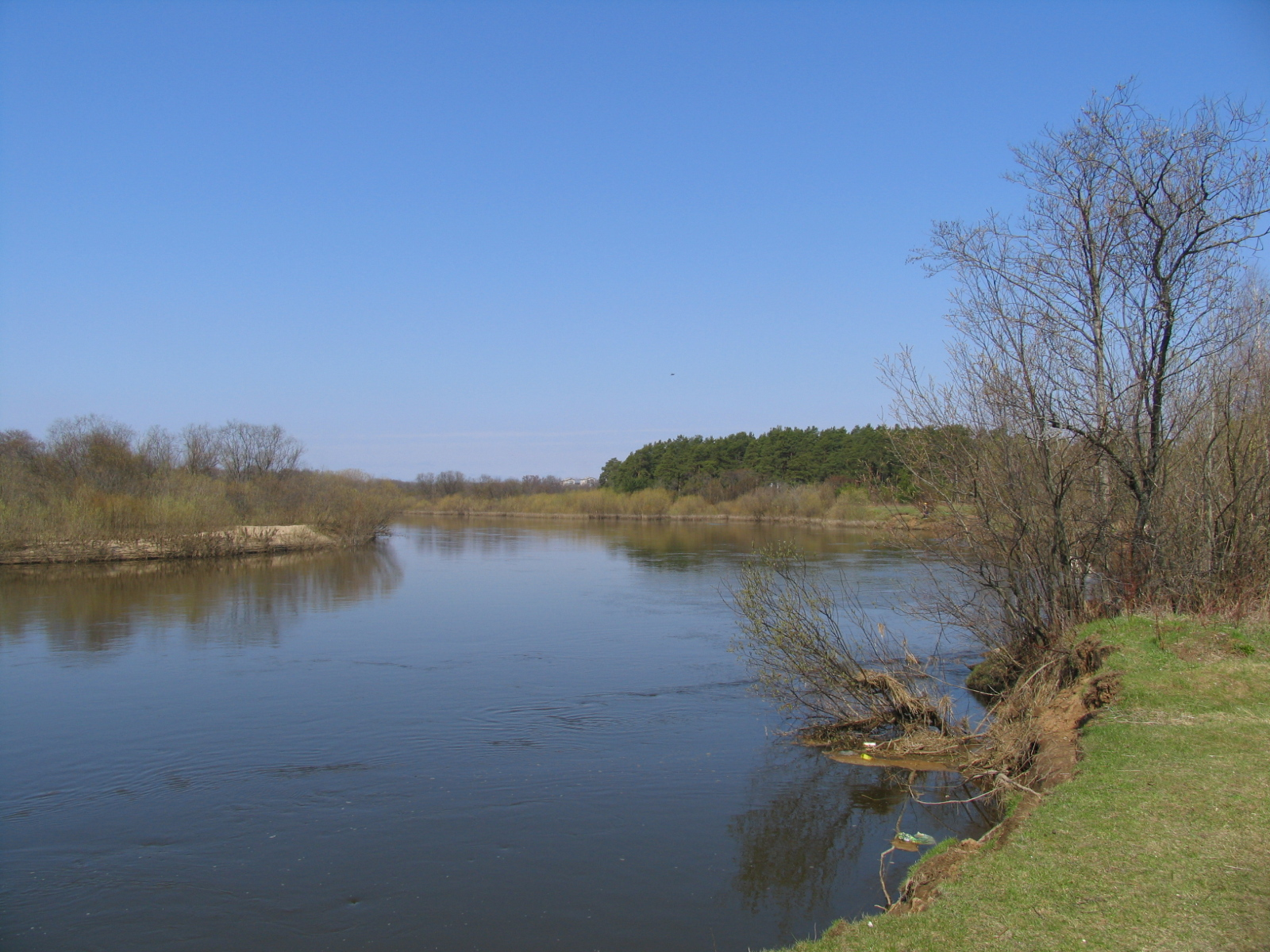
Владимирська Мещера

Меще́рська низовина, Мещера́, Мещора́нь Ма́стор (рос. Мещёрская низменность, Мещера́, Мещёра) — величезна рівнина, що розташована в Центральному федеральному окрузі, займає східну частину Московської області, південну, — Владимирської і північну — Рязанської областей. За цим розрізняють: Підмосковну Мещеру, Владимирську Мещеру і Рязанську Мещеру (рязанська носить назву Мещерський край або сторона).

## Мещерська низовина
Мещерська низовина має вид трикутника, обмеженого з півдня, — річкою Окою, з півночі — річкою Клязьмою, зі сходу річками — Судогдою і Колпною. Західна межа Мещерської низовини в межах Московської області доходить до міста Москви (залишками лісових масивів Мещери є в місті Москві парк «Сокольники» і район Лосиного острова), східна межа упирається в Оксько-Цнинський вал в районі міста Касимова Рязанської області. Рівнина має пониження з півночі на південь, у бік річки Оки. На півночі низовини висота над рівнем моря становить 120—130 метрів, знижуючись до 80-100 метрів в південній частині низовини. У центрі низовини від міста Єгор'євська до міста Касимова тягнеться невелика височина, складена четвертичними зандровими пісками і моренними суглинками — Мещерський хребет середньої висоти близько 140 м і найбільшою — 171,8 м. (г. Арюшина
біля села Савінське Орєхово-Зуєвського району). Він служить вододілом між сточищами річок Клязьми і Оки, утворює пороги і знамениті Клепиківські озера на річці Пра, а також завжди був найбільш заселеною серед непрохідних боліт територією.

## Клімат
Низовина знаходиться в помірно континентальному кліматі. Середня температура січня −10˚, −11˚ С. Зима сніжна, нерівна, з невеликими морозами. У теплі зими вона може підніматися до +3˚ С, в холодних падає до −19˚ С, іноді температура опускається до 40—45˚ нижче нуля. У звичайні зими температура не перевищує мінус 15—20˚ С. Сніг випадає в кінці листопаду, але перші приморозки можуть бути і у вересні. Товщина сніжного покриву доходить до 80 сантиметрів. Сніг сходить в першій половині квітня. Середня температура липня 18˚ С. Літо тепле з рясними зливами і грозами, іноді липень спекотний, температура повітря доходить до 40˚ С. Кількість опадів становить від 550 мм до 450 мм, убуваючи з північного заходу на південний схід рівнини. 25—30 % опадів припадає на зимовий період.

## Геологія, корисні копалини і ґрунти
Утворення низовини пов'язане з діяльністю льодовиків, які перетворили поверхню на гладку рівнину. Після танення льодовика суміш з піску, гравію і глини рівним шаром лягла на щільні водонепроникні глини юрського періоду. Тала вода заповнила западини і поглиблення, залишені льодовиком, утворивши тим самим озера і болота.
Ґрунти головним чином підзолисті, складені з поверхні покривними і лесовидними суглинками, з родючими сірими лісовими ґрунтами. Є родовища торфу, кварцових пісків, глини.

## Гідрологія
В межах низовини річок мало, в основному вони розташовані по її межі. Річки належать до сточища річки Москви. Це річки Пахорка, Гжелка, Нерська. До сточища річки Оки належать річки Цна, Ш'я, Бужа, Поля, Велика Ушма, Пра з притоками Білою і Кадь, Гусь. Особливістю річок низовини є невелика кількість приток, повільна швидкість течії. Найчастіше річки витікають з боліт і озер. Джерелами живлення їм служать талі води і дощі. Відрізняються підвищення рівня річок навесні (до 70 %) і восени (у меншій мірі), річки міліють влітку.
Під час розливів рівень річки Оки підвищується до 10-13 метрів, ширина розливу 4 км і більш. У Клязьмі підйом води доходить до 6-8 метрів, у Полі до 3,5 метрів, в Прі до 2,5 — 4,8 метрів. Повінь починається 4 квітня — 15 квітня і закінчується 28 квітня − 25 травня, триває від 20 днів до 1,5 місяця.
Річки замерзають в кінці листопада, розкриваються на початку квітня. Товщина льоду від 30 до 70 сантиметрів, деякі річки промерзають до дна.

## Особливості ландшафту: озера і болота
Мещерська низовина вважається краєм озер і боліт. Озера низовини розташовані більшою частиною групами, є озера і в заплаві річок. Часто озера з'єднуються між собою протоками і в них впадають річки.

### Озера
Озера Мещерської низовини протягнулися єдиним кільцем по Мещері, утворивши мещерське озерне кільце. На сході Московської області знаходяться Шатурські озера (Святе, Муромське, Біле, Чорне). На межі Московської і Рязанської областей знаходяться Радовицькі озера (оз. Щуче, Велике, Мале Митинське і др); Туголєські озера (Велике, Довге, Глибоке, Маловське, Карась, Воймежне, Свіношне та інші). У Владимирській області — Гусівські озера. У Рязанській області ціла група озер протягнулася на 50 кілометрів: Святе (сходяться 3 області), Дубове, Велике, Івановське, Сокореве, Дунинське, Лебедине, Мартинове, Чорне, Михайловське, Ісихра.
Озера в районі Кріуш: Велике, площею 660 га, завглибшки 4 м, Комгар площею 100 га, Негар площею 74 га, Дерев'яте, Окунь, Колчевате. Озера в районі Тумі (Мамасево, Чаславське, Гаврінське, Святе, Озерки), Солотчі (Чорне, Погане, Велике Келецьке, площею 46 га, Мале Келецьке площею 20 га).
Береги більшості озер заросли травою і осокою. Озера Мещерської низовини льодовикового походження. Поступово заростаючи, вони перетворюються на болота. Є на низовини і багато заплавних озер, які є залишками старих річищ. Вони також заболочуються. Середня глибина озер цієї групи близько 2 метрів. Багато озер пов'язано з навколишніми болотами, від яких і отримують живлення.
Є на мещерській низовині і глибокі озера завглибшки до 50 метрів. Учені вважають їх термокарстового походження. Дно у цих озер піщане, вода прозора. Одним з таких озер є озеро Біле, в районі міста Спас-Клепики Рязанської області.

### Болота
Славиться Мещерська сторона своїми болотами. Тут вони тягнуться майже безперервною широкою смугою. У Підмосковній Мещері це Шатурські і Радовицькі болота, Туголіський Бор, у Владимирській — Гусівські, в Рязанській — Клепиківські. Називаються вони по місцевому «мшари». Велика частина болот є топі, покриті моховою купиною і лісовою порістю; по них розкинуті місцями озера, які мають піщаний або торф'яний ґрунт. У них немає чітко позначених меж.
Після розкриття весною річок болота заливаються водою і стають абсолютно непрохідними. Болотяні випари, велика кількість мошок, комарів і оводів — все це характерно для Мещери.
Величезні мшари розташовані біля Клепиківських озер, у районі селищ Кріуша, Голованово, уздовж річки Пра і в межах Окського заповідника. Болота вже поглинули в Мещерській низовині і заплаві річки Оки близько 600 тисяч гектарів землі і продовжують це робити і в даний час. У кінці XIX століття меліоративна експедиція під керівництвом генерала Жилінського зробила спробу провести осушення боліт низовини. Експедиція працювала протягом 20 років. Робота проводилася на 16 тисяч десятин землі, було прорито більше 60 верст основних каналів. Врешті-решт роботи самі по собі припинилися.